# Котти, Флавио
Флавио Котти (итал. Flavio Cotti; 18 октября 1939, Муральто, кантон Тичино, Швейцария — 16 декабря 2020) — швейцарский юрист, политик, бывший президент.

## Образование
Флавио Котти посещал школу в Асконе, затем бенедиктинскую школу в Зарнене. Высшее образование получил в университете Фрибура, окончив юридический факультет.

## Карьера
После окончания университета Котти работал адвокатом и нотариусом в Локарно. В 1964 году избран в городской совет Локарно, а три года спустя в Большой совет кантона Тичино. В обоих советах сидел до 1975 года, когда вошёл в правительство кантона и возглавлял в нём департаменты экономики, юстиции, военный и внутренних дел. В 1977—1978 и 1981—1982 годах возглавлял Кантональный совет Тичино. С 1983 по 1986 год был членом Национального совета Швейцарии.
В 1981—1984 годах возглавлял Христианско-демократическую народную партию кантона Тичино, а в 1984—1986 годах — Швейцарии.
10 декабря 1986 года Флавио Котти избран в Федеральный совет (правительство) Швейцарии.
- 10 декабря 1986 — 30 апреля 1999 — член Федерального совета Швейцарии.
- 1 января 1987 — 31 декабря 1993 — глава Министерства внутренних дел Швейцарии
- 1 апреля 1994 — 30 апреля 1999 — глава Министерства иностранных дел Швейцарии[3]. В этой должности впервые председательствовал как представитель Швейцарии в ОБСЕ (1996 год).
- 1990, 1997 — вице-президент Швейцарии.
- 1991, 1998 — президент Швейцарии.

## Последние годы
После ухода из политики Котти сотрудничал с рядом ведущих швейцарских компаний в качестве ведущего советника, включая правление банка Credit Suisse.
Скончался на 82 году жизни 16 декабря 2020 года в Локарно от осложнений коронавирусной инфекции